# Тотиносин Цуёси
Лева́н Горга́дзе (груз. ლევან გორგაძე; родился 13 октября 1987 года, Мцхета, Грузинская ССР), известный под сиконой Тотиносин Цуёси (яп. 栃ノ心剛) — бывший профессиональный борец сумо, второй грузинский сэкитори после Коккая. В январе 2018 года завоевал Кубок Императора третьим из европейских борцов (после болгарина Котоосю и эстонца Баруто). После майского басё 2018 года получил ранг одзэки — также третьим из европейцев. В отставке с мая 2023 года.

## Карьера
Занимался борьбой с детства. Призёр юношеских чемпионатов Европы по дзюдо и самбо. Серебряный призёр (личный и в команде) юниорского чемпионата по сумо в 2005 году, где вместе с ним выступал будущий комусуби Гагамару. Стажировался в университете Нихон, в 2005 году зачислен в хэя Касугано. Сикона Левана была составлена из традиционных для хэя слов «Тоти» — конский каштан, и «Син» — сердце. 
Достиг высшей лиги профессионального сумо — макуути — всего за 13 турниров. В июле 2013 в победной схватке с Токусёрю получил серьёзную травму колена, в результате которой пропустил три турнира и утратил статус сэкитори, выбыв в дивизион макусита. Вернулся на дохё в марте 2014 года. Выиграв четыре турнира подряд в низших лигах, уже в том же году вернулся в макуути. Триумфальным для Тотиносина стал январский Хацу басё 2018 года, когда уже за один день до окончания соревнований Леван гарантировал себе первое место. Впервые в истории профессионального сумо грузинский атлет стал обладателем Императорского Кубка. В высшем дивизионе трижды показывал результат дзюн-юсё (вице-чемпион). Пять раз поощрялся премиями за боевой дух и один раз премией за техническое совершенство. Уделял особое внимание хорошим манерам, его учитель настаивал, чтобы он был лучше настоящих японцев.
Успешно выступил на мартовском (10-5) и майском (13-2) басё 2018 года. В мае долго лидировал (победив, в том числе, Хакухо) и до последнего дня сохранял шансы на победу в турнире, однако в тринадцатый день неожиданно проиграл Сёдаи и при падении сломал две кости запястья. В четырнадцатый день, несмотря на тяжелую травму, проявил силу духа и оказал достойное сопротивление ёкодзуне Какурю, но из-за невозможности в полной мере использовать руку потерпел второе поражение. По итогам майского басё судейский комитет рекомендовал присвоить Тотиносину звание одзэки, что вскоре и произошло.
На первых турнирах в новом ранге показал положительную статистику, зафиксировав катикоси, но в январе 2019 года при счете 0-5 вынужден был сняться с турнира из-за травмы, таким образом на мартовском турнире оказавшись в кадобане — статусе, который обязывает одзэки зафиксировать катикоси, одержав больше побед, чем поражений. Однако майский турнир 2019 года Тотиносин завершил со счетом 7-8 и был разжалован в ранг сэкивакэ. На июльском турнире он смог одержать 10 побед, что позволило ему восстановиться в ранге одзэки (таким образом он стал пятым в истории сумо с 1969 года борцом, которому удалось восстановиться в ранге, одержав 10 побед). Но надолго удержать ранг Тотиносину не удалось. На 6 день июльского турнира 2019 года, не одержав до того ни единой победы, Тотиносин снова снялся из-за травм и во второй раз оказался в кадобане. Следующий турнир он закончил со статистикой 6-9 и вновь был разжалован в сэкивакэ. Вернуться в ранг одзэки ему не удалось.
Впрочем и в санъяку (то есть, среди высших рангов сумо) он оставался недолго. Ноябрьский турнир 2019 года закончился для Тотиносина со счетом 2-3-10, после чего он был разжалован в ранг рядового бойца — маэгасиры — и более до высших рангов не добирался. С января 2020 по январь 2023 года самой высокой позицией для грузинского сэкитори был ранг четвертого маэгасиры. За эти три года (18 турниров) он всего четыре раза фиксировал счет с преобладанием побед над поражениями. Последний «двузначный» победный результат он показал на Нагоя басё в июле 2020 года (статистика 10-5).
В январе 2023 года на турнире Хацу басё, занимая позицию маэгасиры №11, после четырех дней имел статистику 2-2, но из-за давно преследовавшей его травмы плеча вынужден был сняться (счет стал 2-3). Для того, чтобы сохранить «прописку» в высшей сумоистской лиге макуути, ему необходимо было одержать не менее 8 побед, поэтому к марту 2023 года грузинский борец был разжалован во вторую по значимости лигу — дзюрё, став седьмым одзэки в истории, который был разжалован до второго дивизиона. Свой последний полноценный турнир в дзюрё Тотиносин закончил со счетом 5-10.
На 5-й день турнира Нацу басё, занимая позицию бойца дзюре №5, имея счет 0-5, Тотиносин объявил об отставке и завершении карьеры в сумо. В своем интервью Тотиносин заявил, что основная причина отставки — травма плеча, из-за которой он стал «бояться борьбы». Он также выразил благодарность своей Касугано-хэя, которая, по его словам, «взрастила его, когда он приехал в Японию из Грузии, ничего не зная». В отличие от многих сумоистов не японского происхождения, Горгадзе не приобретал японского гражданства, которое позволило бы ему претендовать на тренерскую лицензию и остаться членом Японской ассоциации сумо. Соответственно, по завершении карьеры он потерял возможность стать оякатой (тренером).
4 февраля 2024 года состоялась церемония дампацу-сики (отрезания сумоистского пучка) Тотиносина — процедура, которая формально знаменует завершение карьеры сумоиста. Отрезал пучок ояката Касугано, глава хэя, за которую выступал Тотиносин.

## После отставки
После отставки Тотиносин решил остаться в Японии и заняться бизнесом — основал компанию «Royal Georgia», которая поставляет в Японию из Грузии вино, мёд и другие продукты.

## Стиль борьбы
Предпочитал активную, наступательную силовую борьбу с захватами и теснением. Почти не использовал оборонительных приемов вроде хатакикоми и хикиотоси. По прямому указанию ояката избегал использования трюка с уклонением при стартовом рывке (хэнка).

## Семья
Старший из двух сыновей в семье винодела.
В 2015 году (по другой версии — в январе 2016) Леван Горгадзе женился на своей подруге детства Нино Ростиашвили, младше его на год. Свадьба состоялась в Японии и прошла по японским традициям. В сентябре 2017 года в Грузии у пары родилась дочь Анастасия. В апреле 2023 года у Тотиносина родился второй ребенок — сын Хареба, который на его странице в Instagram назван «грузинско-японским мальчиком», в связи с чем в сообществе любителей сумо активно обсуждался вопрос о втором браке Тотиносина с японкой. В официальных или авторитетных источниках данная информация не фигурировала. Сумоистское сообщество разделилось во мнениях: одни уверены, что Тотиносин развелся с первой женой и женился на японке, другие полагают, что формулировка «грузинско-японский мальчик» означает то, что Хареба живет в Японии у грузинских родителей. Сторонники этой версии также указали, что Хареба — грузинское имя, означающее «благовещение» (груз. ხარება).

## Результаты
| Год в сумо | Январь Хацу басё, Токио                          | Март Хару басё, Осака           | Май Нацу басё, Токио            | Июль Нагоя басё, Нагоя           | Сентябрь Аки басё, Токио                      | Ноябрь Кюсю басё, Фукуока                      |
| --- | ------------------------------------------------ | ------------------------------- | ------------------------------- | -------------------------------- | --------------------------------------------- | ---------------------------------------------- |
| 2006 | x                                                | (Маэдзумо)                      | Дзёнокути #17 востока 5–2       | Дзёнидан #95 востока 5–1–1       | Дзёнидан #49 запада 7–0–P                     | Сандаммэ #49 запада 6–1                        |
| 2007 | Макусита #59 востока 5–2                         | Макусита #41 запада 5–2         | Макусита #28 востока 5–2        | Макусита #18 запада 6–1          | Макусита #6 востока 5–2                       | Макусита #1 востока 5–2                        |
| 2008 | Дзюрё #12 запада 12–3 Чемпион                    | Дзюрё #4 востока 9–6            | Маэгасира #14 востока 7–8       | Маэгасира #14 запада 8–7         | Маэгасира #10 востока 8–7                     | Маэгасира #4 запада 3–12                       |
| 2009 | Маэгасира #11 запада 8–7                         | Маэгасира #10 запада 6–9        | Маэгасира #13 запада 9–6        | Маэгасира #5 запада 9–6          | Маэгасира #1 востока 4–11                     | Маэгасира #8 запада 12–3 Д                     |
| 2010 | Маэгасира #1 запада 5–10                         | Маэгасира #6 запада 9–6         | Маэгасира #2 запада 8–7 Д       | Комусуби запада 6–9              | Маэгасира #2 запада 9–6                       | Комусуби запада 6–9                            |
| 2011 | Маэгасира #2 востока 4–11                        | Отмена басё 0–0–15              | Маэгасира #6 запада 12–3 Д      | Комусуби запада 6–9              | Маэгасира #4 востока 8–7                      | Маэгасира #2 востока 2–13                      |
| 2012 | Маэгасира #9 востока 10–5                        | Маэгасира #3 запада 5–10        | Маэгасира #8 востока 9–6        | Маэгасира #4 востока 9–6         | Комусуби запада 6–9                           | Маэгасира #3 востока 5–10                      |
| 2013 | Маэгасира #6 востока 9–6                         | Маэгасира #1 запада 7–8         | Маэгасира #2 запада 2–13        | Маэгасира #11 запада 3–3–9       | Дзюрё #1 запада Пропустил из-за травмы 0–0–15 | Дзюрё #14 запада Пропустил из-за травмы 0–0–15 |
| 2014 | Макусита #15 запада Пропустил из-за травмы 0–0–7 | Макусита #55 запада 7–0 Чемпион | Макусита #6 запада 7–0 Чемпион  | Дзюрё #12 востока 13–2–P Чемпион | Дзюрё #5 запада 15–0 Чемпион                  | Маэгасира #8 востока 11–4 Д                    |
| 2015 | Маэгасира #1 запада 6–9                          | Маэгасира #4 запада 8–7 ★       | Маэгасира #1 запада 9–6         | Маэгасира #1 востока 8–7         | Комусуби востока 10–5 Д                       | Комусуби #1 востока 7–8                        |
| 2016 | Комусуби #1 запада 6–9                           | Маэгасира #2 запада 6–9         | Маэгасира #4 запада 10–5 Т      | Сэкивакэ #1 запада 6–9           | Маэгасира #2 востока 5–10                     | Маэгасира #6 запада 10–5                       |
| 2017 | Комусуби #1 запада 0–6–9                         | Маэгасира #10 востока 7–8       | Маэгасира #10 востока 12–3      | Маэгасира #2 востока 9–6 ★       | Маэгасира #1 востока 4–11                     | Маэгасира #6 запада 9–6                        |
| 2018 | Маэгасира #3 запада 14–1 ВТ                      | Сэкивакэ запада 10–5 В          | Сэкивакэ востока 13–2 ТД        | Одзэки #2 запада 5–2–8           | Одзэки #2 запада 9–6                          | Одзэки #2 запада 8–7                           |
| 2019 | Одзэки #2 запада 0–5–10                          | Одзэки #2 востока 7–8           | Сэкивакэ #1 запада 10–5         | Одзэки #2 запада 0–6–9           | Одзэки #2 востока 6–9                         | Сэкивакэ #1 запада 2–3–10                      |
| 2020 | Маэгасира #6 запада 5–10                         | Маэгасира #9 запада 6–9         | Отмена басё 0–0–15              | Маэгасира #11 запада 10–5        | Маэгасира #4 запада 6–9                       | Маэгасира #7 востока 9–6                       |
| 2021 | Маэгасира #4 востока 4–11                        | Маэгасира #7 востока 7–8        | Маэгасира #7 востока 5–10       | Маэгасира #12 востока 7–8        | Маэгасира #12 запада 7–8                      | Маэгасира #13 запада 6–6–3                     |
| 2022 | Маэгасира #15 запада 7–8                         | Маэгасира #15 запада 9–6        | Маэгасира #9 запада 8–7         | Маэгасира #8 востока 7–8         | Маэгасира #8 востока 7–8                      | Маэгасира #8 запада 6–9                        |
| 2023 | Маэгасира #11 запада 2–3–10                      | Дзюрё #2 запада 5–10            | Дзюрё #5 востока Отставка 0–6–0 | x                                | x                                             | x                                              |
| Результат приведен как победил-проиграл-снялся Юсё (победа) Дзюнъюсё (второе место) Интай (отставка) Не выступал в макуути Специальные призы: Д=За боевой дух (Канто-сё); В=За выдающееся выступление (Сюкун-сё); Т=За техническое совершество (Гино-сё) Ещё показаны: ★=Кимбоси; P=Участие в дополнительном финале Лиги: Макуути — Дзюрё — Макусита — Сандаммэ — Дзёнидан — Дзёнокути Ранги макуути: Ёкодзуна — Одзэки — Сэкивакэ — Комусуби — Маэгасира |                                                  |                                 |                                 |                                  |                                               |                                                |